# Фоламбре
Фоламбре́ (фр. Folembray) — коммуна во Франции, находится в регионе Пикардия. Департамент коммуны — Эна. Входит в состав кантона Вик-сюр-Эн. Округ коммуны — Лан.
Код INSEE коммуны — 02318.

## Население
Население коммуны на 2010 год составляло 1504 человека.
| 1962 | 1968 | 1975 | 1982 | 1990 | 1999 | 2010 |
| ---- | ---- | ---- | ---- | ---- | ---- | ---- |
| 1594 | 1497 | 1368 | 1389 | 1421 | 1490 | 1504 |

## Экономика
В 2010 году среди 964 человек трудоспособного возраста (15—64 лет) 703 были экономически активными, 261 — неактивными (показатель активности — 72,9 %, в 1999 году было 64,9 %). Из 703 активных жителей работали 602 человека (345 мужчин и 257 женщин), безработных было 101 (45 мужчин и 56 женщин). Среди 261 неактивных 70 человек были учениками или студентами, 80 — пенсионерами, 111 были неактивными по другим причинам.